# 佐賀市役所
佐賀市役所（さがしやくしょ）は、日本の地方公共団体である佐賀市の組織が入る施設（役所）。

## 本庁舎

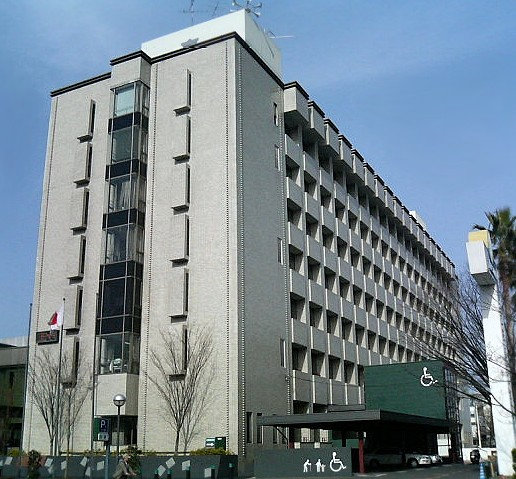
佐賀市役所（2006年）

### 沿革
- 1889年（明治22年）県の告示により市役所を松原町に設置することが決定される。

市役所の正式な開庁は市制施行から3か月後の同年7月1日。
その前の仮事務所の期間を含めると、開庁から1921年（大正10年）までの32年間に松原町内で少なくとも10回の移転があった。
- 市制施行直後は松原町新馬場にあった佐賀米穀取引所の2階を間借りして仮の事務所とし、6月6日には旧佐賀県仮庁舎と起業社（士族組織）の建物に移転していた[2][4]。
- 1889年7月1日 - 開庁。松原町の旧佐賀県警察部の仮庁舎の建物を使用した[2][5][6]。

なお、もとは佐賀変則中学校（後に佐賀中学校を経て（新制）佐賀高等学校の前身となる）の校舎だった建物。
また、市会（市議会）は隣接して建っていた佐賀県議会議事堂を借りて議場とした。
- 1894年（明治27年）7月31日 - 松原町の協和館に移転。佐賀県有の公会堂として建てられたものを買収した[2][7][8]。
- 1898年（明治31年）7月4日 - 隣の旧佐賀県議会議事堂に仮市庁舎として移転・増築。市有の協和館・旧勧興小学校および県有の旧県庁舎・議事堂との間で土地・建物の交換が行われたため[9]。
- 1913年（大正2年）2月15日 - 仮市庁舎の土地を鍋島直正銅像建立及び銅像園の建設用地として提供することとなり、松原町内の旧勧興小学校に移転。

しかし、その後佐賀高等小学校（現成章中学校）校舎の一部に移転、そして1914年（大正3年）頃にはその西隣の佐賀高等小学校女子部校舎に移転する。
- 1920年（大正9年）5月26日 - （旧制）佐賀高等学校（現佐賀大学）の新設にあたって仮校舎として提供することとなり、再び市有となっていた協和館に再移転[3]。
- 1921年（大正10年）4月頃 - 佐賀高等学校の校舎落成に伴い、佐賀高等小学校女子部校舎に再移転する[3]。

専用の市庁舎の建設は1913年2月に市会が決議していたもの、10年以上実現には至らなかった。1928年（昭和3年）6月改めて市会で庁舎新築計画案が可決され、着工に漕ぎ着ける。
- 1929年（昭和4年）4月29日 - 松原町（現松原1丁目）の現・くすかぜ広場に新築の市庁舎が落成。スレート屋根の3階建て洋館、建築面積549.5坪[2][10][11][12]。
- 1932年（昭和7年）6月1日 - 市庁舎が火災で全焼、戸籍など多くの書類が焼失したほか、隣接する佐賀高等小学校の校舎も一部焼失。市公会堂や協和館を仮庁舎とした[2][13][14]。
- 1934年（昭和9年）2月10日 - 同地に再築された庁舎に移転、翌2月11日落成式。建築面積は約190坪縮小された[2][15][16]。
- 1954年（昭和29年）3月31日 - 佐賀市に編入した嘉瀬、巨勢、高木瀬、西与賀、兵庫の5村の各役場を支所とする。

同年10月1日編入の北川副、金立、久保泉、鍋島、本庄、また翌1955年（昭和30年）4月1日編入の蓮池の各役場も支所とし、11支所体制とする。
1961年度（昭和36年度）から支所を出張所に縮小、1969年（昭和44年）6月1日に出張所を廃止し連絡所を設置、また1975年度（昭和50年度）には連絡所も廃止した。
- 1955年（昭和30年）3月 - 市役所敷地の中庭に市議会・議会事務局を増築[18]。
- 1963年（昭和38年）3月 - 庁舎西側に別館を建設し業務開始[18]。
- 1975年5月6日 - 栄町に新築移転、5月18日落成式。鉄筋コンクリート造の地上7階・地下1階建て、事務棟と議会棟の建築面積4305.53m2[19][2]。

松原1丁目の庁舎跡地はのちに「くすかぜ広場」（愛称「ARKS」）となっている。
- 2005年（平成17年）10月1日および2007年（平成19年）10月1日 - 合併した7町村の役場を支所に移行。
- 2018年（平成30年） - 北棟を増築。

### 南棟
| 階 | 概 要 |
| -- | --- |
| 7F | 人事課、デジタル推進課、監査事務局、選挙管理委員会事務局、公平委員会事務局、図書資料室、空調機械室、電話交換室、倉庫 |
| 6F | 商業振興課、工業振興課、観光振興課、用地対策課、緑化推進課、河川砂防課、6階第1会議室、入札室、空調機械室、倉庫 |
| 5F | 契約監理課、歴史・世界遺産課、都市政策課、建築指導課、建築住宅課、道路管理課、道路整備課、施設機能向上推進室、5階第2会議室、青写真室、倉庫 |
| 4F | 農業振興課、農村環境課、農業委員会事務局、新型コロナウイルスワクチン接種対策室、4階大会議室、4階第1小会議室 |
| 3F | 市民税課、資産税課、納税課、3階第1会議室、印刷室、空調機械室 |
| 2F | 市長室、副市長室、貴賓室、庁議室、防災室、記者室、秘書課、バイオマス産業推進課 |
| 1F | 総合案内、キッズコーナー、授乳室、自動交付機、夜間受付、公金窓口、出納室、佐賀銀行佐賀市役所内派出所、 市民生活課、福祉総務課、生活福祉課、保険年金課、健康づくり課、障がい福祉課、高齢福祉課、子育て総務課、こども家庭課、保育幼稚園課、環境政策課、高齢者・障がい者駐車場 |
| B1 | 食堂 （だれでも利用可能）、佐賀市職員労働組合書記局、文書倉庫、サービスヤード |

### 中棟
| 階 | 概 要 |
| -- | --- |
| 2F | 総務部長室、総務法制課、財政課、財産活用課、危機管理防災課、新型コロナウイルス感染症対策室、企画政策課、交通政策課、佐賀駅周辺整備構想推進室、危機管理室 |

### 北棟
| 階 | 概 要 |
| -- | --- |
| 4F | 議会会議室 |
| 3F | 議会会議室 |
| 2F | 議会事務局、議長室、議長応接室、副議長室、局長室、議場、大会議室、第1会議室、第2会議室、第3会議室、第4会議室、第1応接室、第2応接室、会派控室、執行部控室、図書室 |

### 敷地内
- 市役所南側来庁者駐車場（有料駐車場）
- 佐賀市役所前公園
- D51 206号蒸気機関車（静態保存）

### アクセス
- JR九州長崎本線佐賀駅から徒歩5分前後。
- 佐賀駅バスセンターから徒歩3分程度。
- 佐賀市営バス「市役所南」もしくは「市役所前」バス停下車徒歩1分。

## 大財別館
所在地
- 佐賀市大財3丁目11番21号

部署
| 階 | 概 要                                                                       |
| -- | --------------------------------------------------------------------------- |
| 4F | 4-1会議室、4-2会議室、相談コーナー                                          |
| 3F | 教育委員長室、教育長室、委員会室、教育総務課、学校教育課、相談コーナー      |
| 2F | 学事課、文化振興課、相談コーナー                                            |
| 1F | 地域政策課、スポーツ振興課、佐賀広域シルバー人材センター、1-2会議室、給湯室 |

## ほほえみ館
所在地
- 佐賀市兵庫北3丁目8-36

正式名称
- 佐賀市保健福祉会館

部署
| 階 | 概 要 |
| -- | --- |
| 4F | 障がい児通園施設クラスルーム「といろ」、給湯室、音楽演劇室、軽スポーツ室、趣味の講座室                                                                                   |
| 3F | 健康料理講習室、ボランティア室、給湯室、各種団体事務室、生活支援センター「ぷらっと」、佐賀市社会福祉協議会事務局                                                         |
| 2F | 人権・同和政策・男女参画課、給湯室、公益社団法人佐賀市シルバー人材センター、佐賀県シニアはたらきたいけん推進協議会事務局                                                 |
| 1F | 健康検査室（いきいき検査ルーム）、生涯学習講座室（きらきら学習ルーム）、健康指導室（わくわく健康ルーム）、東会議室、小会議室、給湯室、管理室、アトリウム、正面玄関ポーチ |

## 佐賀商工ビル
所在地
- 佐賀市白山2丁目1番12号 佐賀商工ビル（旧・ダイエー佐賀店・跡地）
  - 協働推進課
  - 公民館支援課
  - 市民活動プラザ[21]
  - 佐賀中部広域連合事務所[22]

## 佐賀バルーンミュージアム
所在地
- 佐賀市松原2丁目2番27号 佐賀バルーンミュージアム[23]
  - 社会教育課
  - 青少年センター

## アイスクエアビル
所在地
- 佐賀市駅前中央1丁目8番32号 アイスクエアビル
  - 生活安全課
  - 佐賀市消費生活センター[24]

## 休日歯科診療所
所在地
- 佐賀市水ヶ江1丁目12番11号 佐賀市医師会立看護専門学校ビル 内（2018年4月15日移転[25]）

正式名称
- 佐賀市休日歯科診療所

## 支所
諸富支所
- 佐賀市諸富町大字為重529番地5（佐賀市産業振興会館内）[26]
  - 1979年（昭和54年）2月に佐賀市諸富町大字諸富津1番地2に庁舎（RC造/3階建）が竣工[27]。
  - 2023年（令和5年）1月に現在地に移転[27][28]。

大和支所
- 佐賀市大和町大字尼寺1870番地[29]

富士支所
- 佐賀市富士町大字古湯2685番地[30]

三瀬支所
- 佐賀市三瀬村三瀬2764番地[31]

川副支所
- 佐賀市川副町大字鹿江620番地1[32]
  - 1980年（昭和55年）5月に旧庁舎（RC造/3階建）が竣工[27]。
  - 2022年（令和4年）12月26日に旧庁舎駐車場に新築した新庁舎（木造/平屋建）に移転[27][33]。

東与賀支所
- 佐賀市東与賀町大字下古賀1193番地[34]

久保田支所
- 佐賀市久保田町大字新田3331番地3[35]

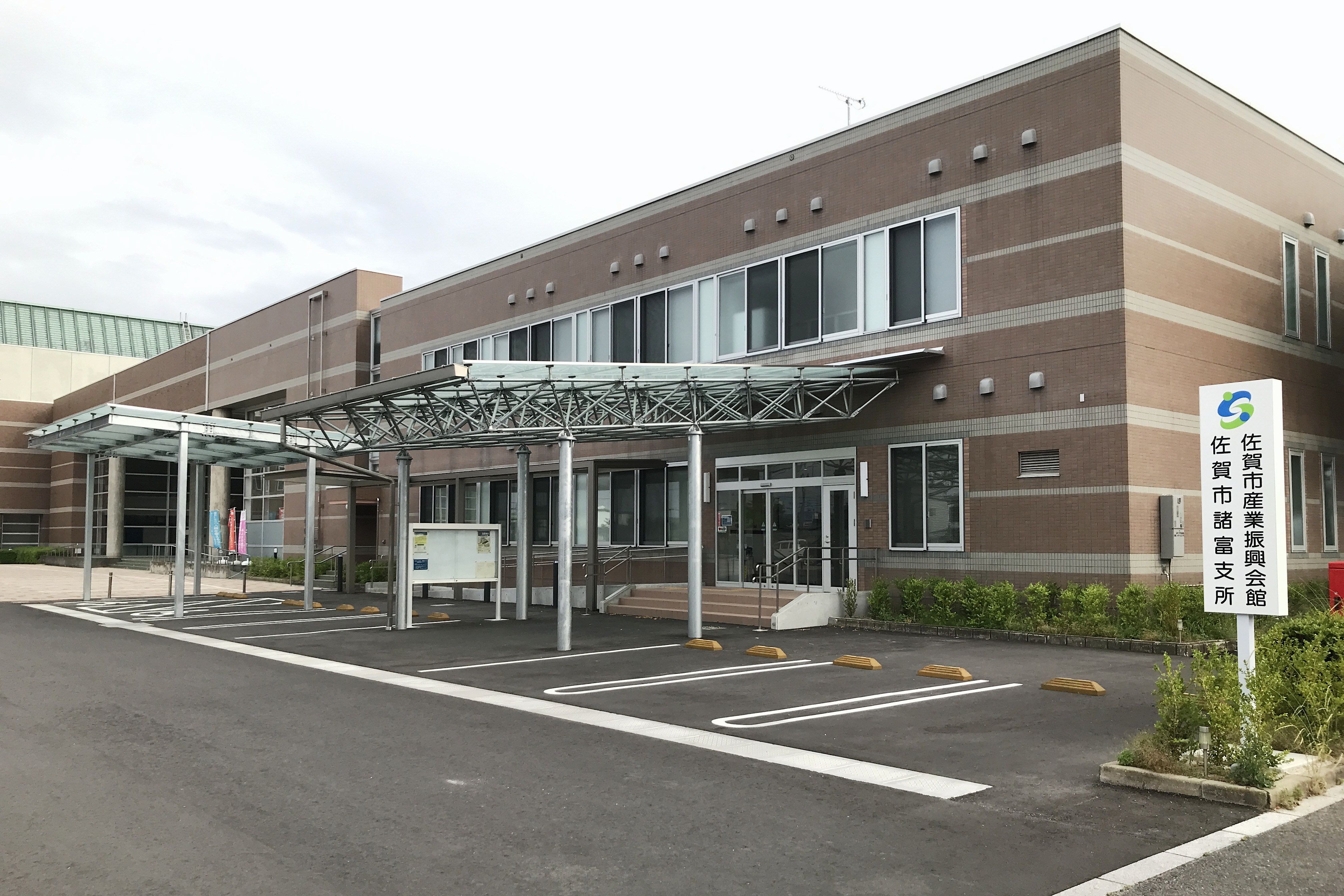
諸富支所（佐賀市産業振興会館）
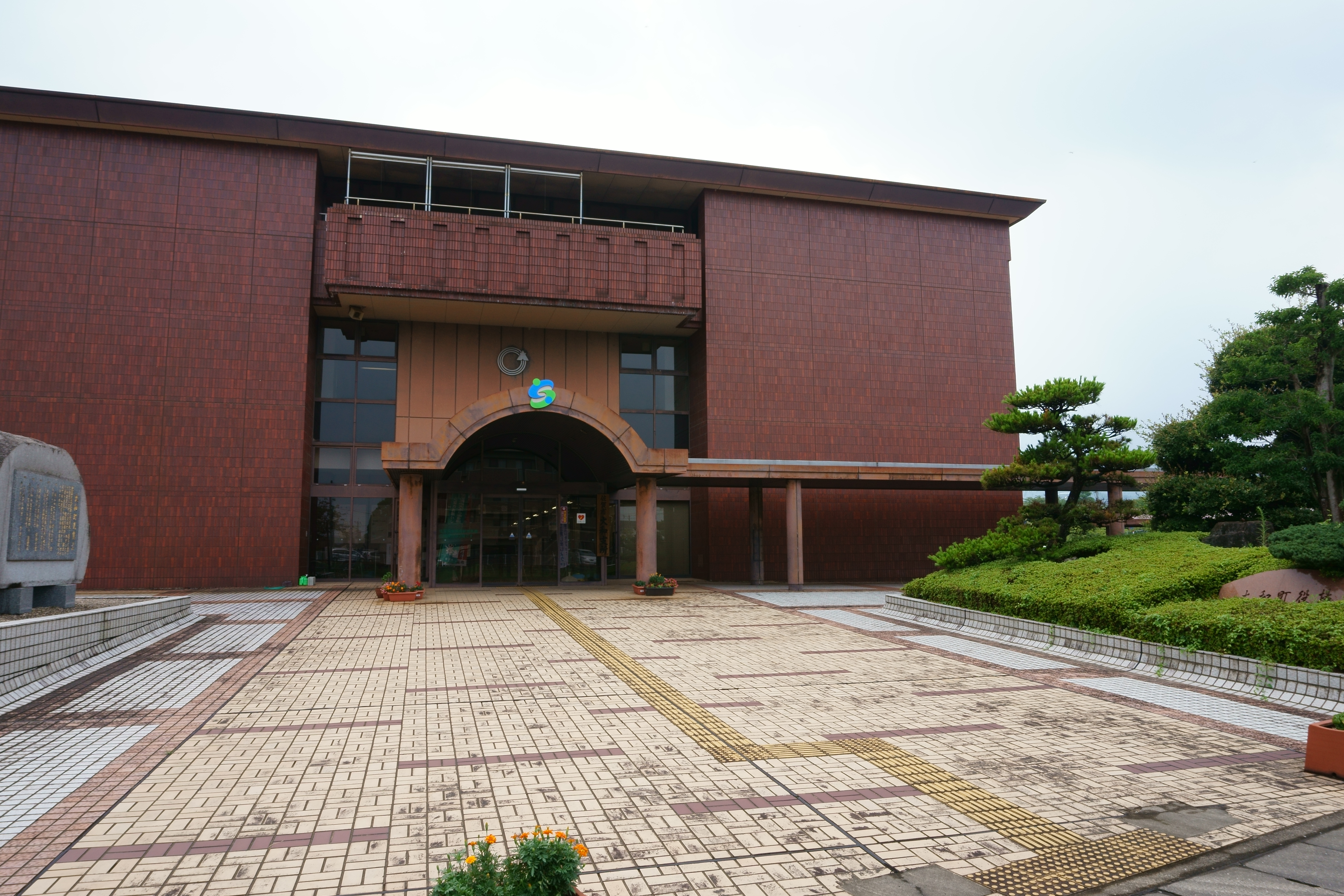
大和支所
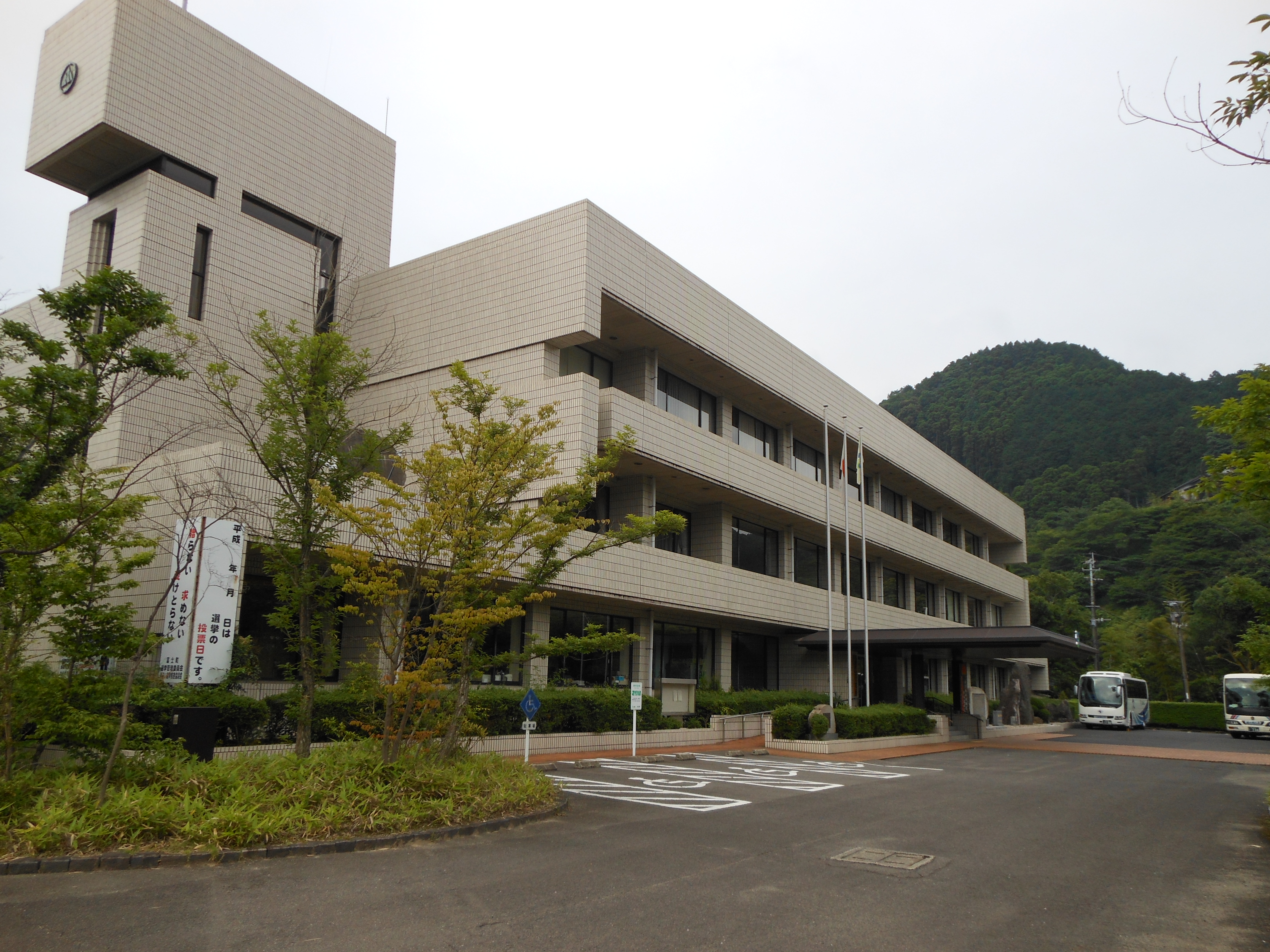
富士支所
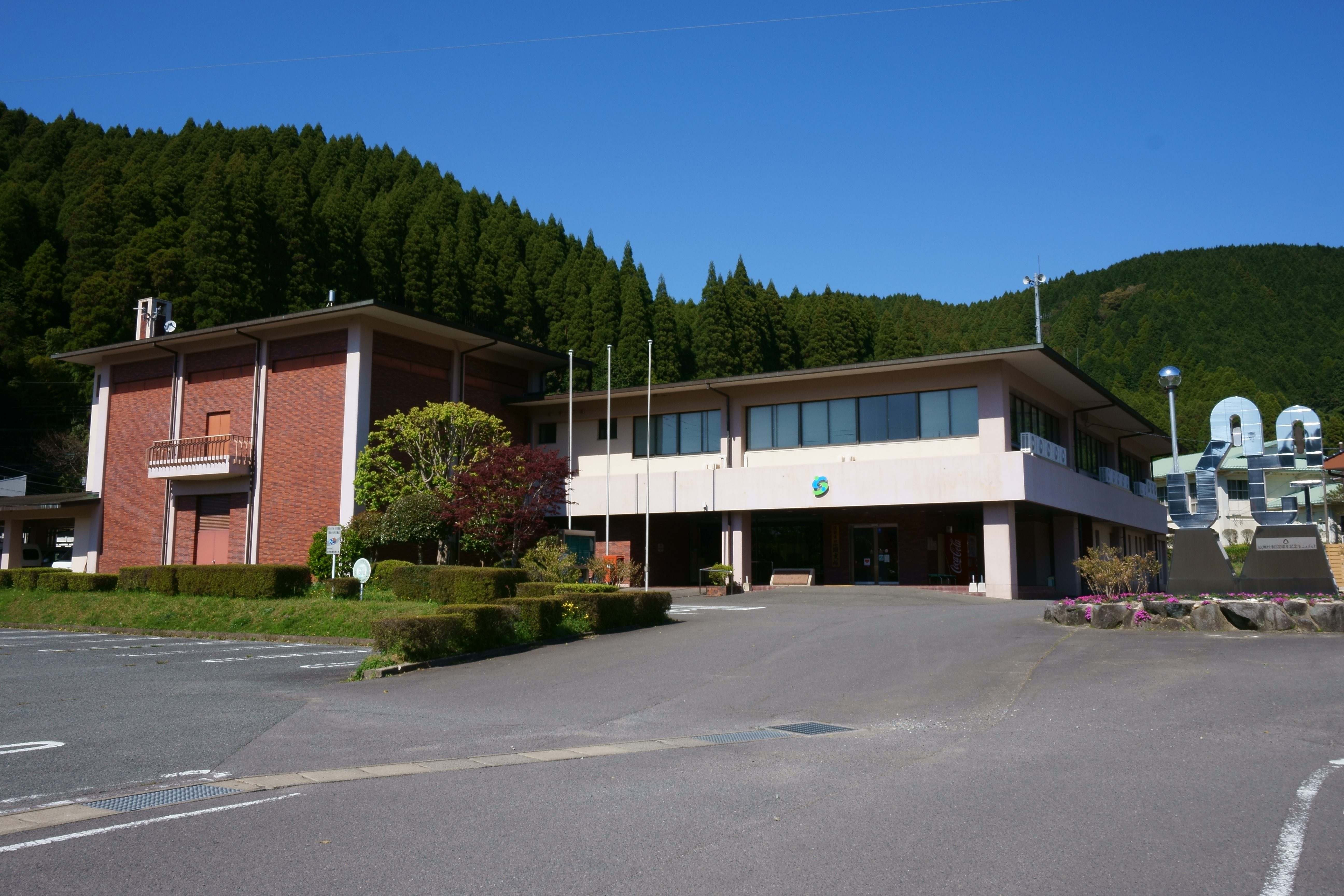
三瀬支所
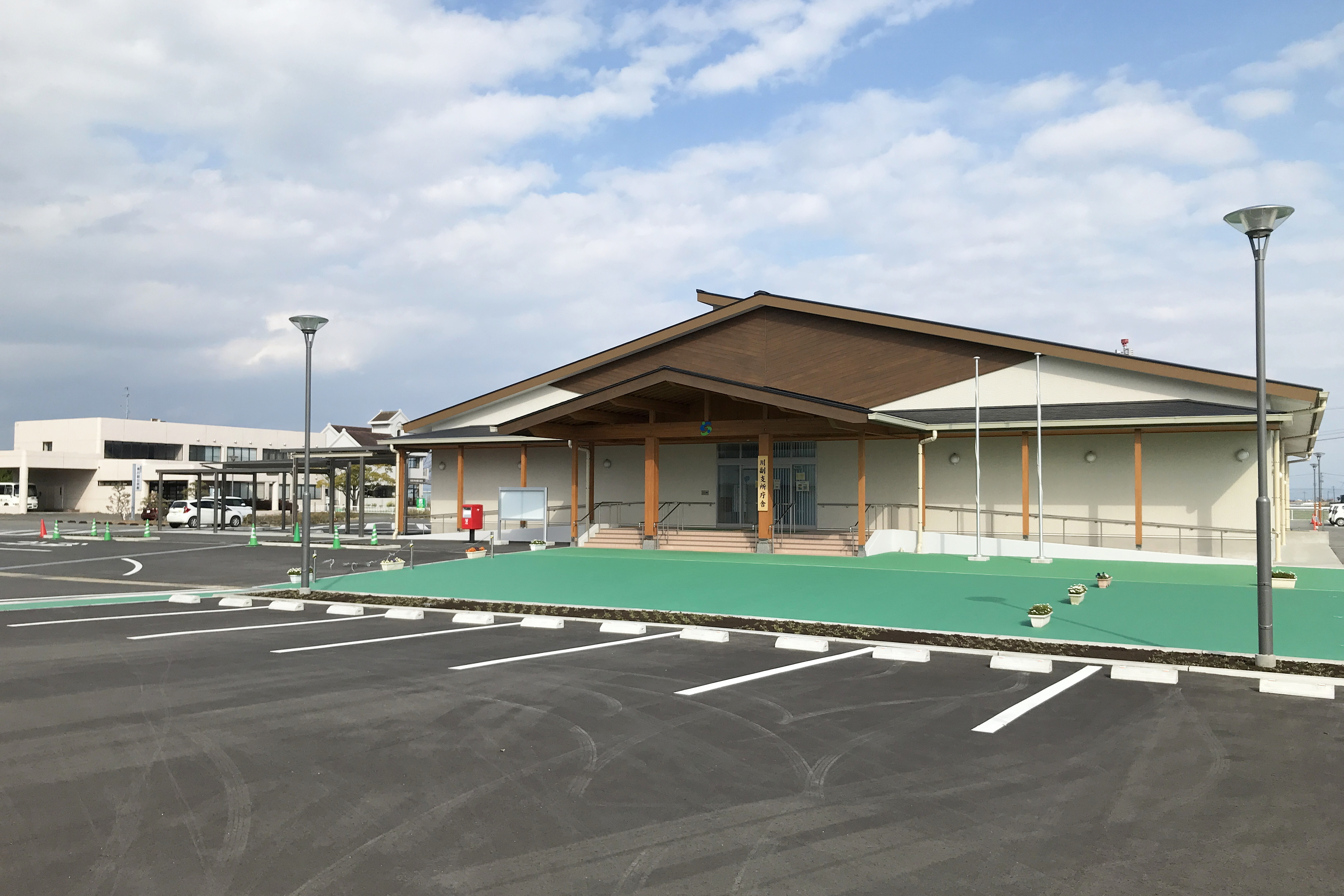
川副支所
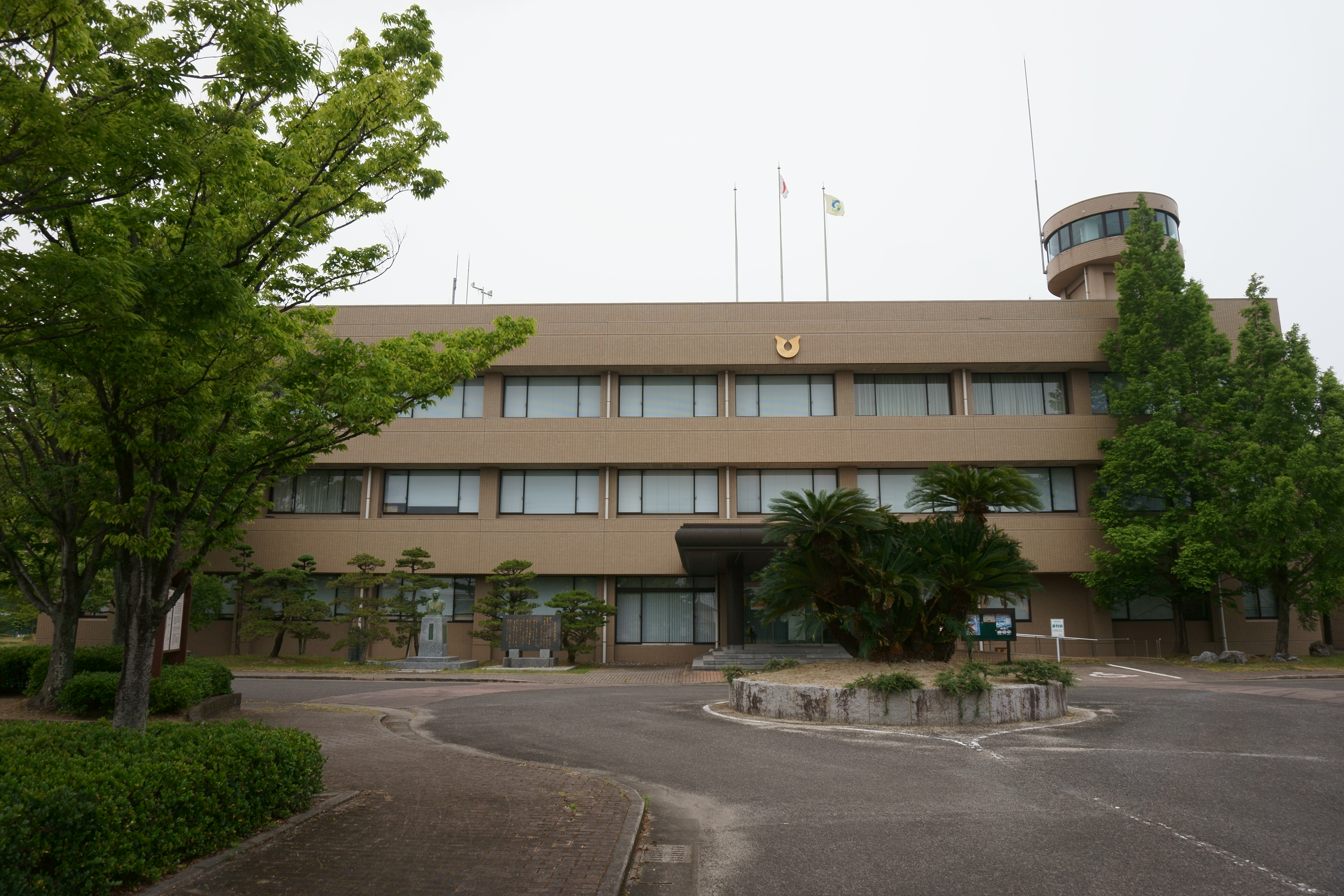
東与賀支所
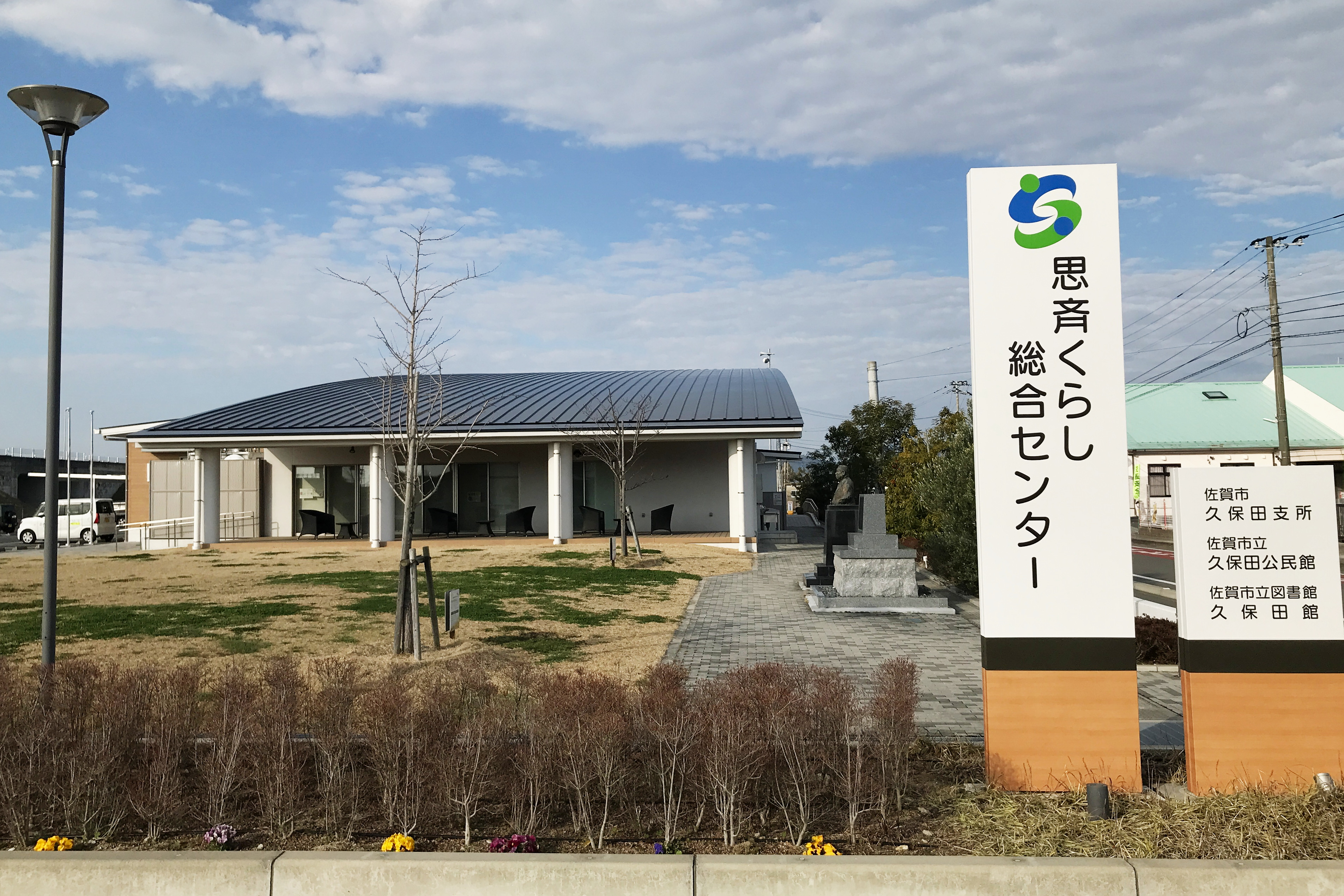
久保田支所（思斉くらし総合センター）